# Geusau (Adelsgeschlecht)

Stammwappen derer von Geusau

Geusau ist der Name eines thüringischen Uradelsgeschlechts. Es entstammt dem Ort Geusa im Geiseltal, der erstmals urkundlich im Hersfelder Zehntverzeichnis als Husuwa und 975 als villa Gusau in pago hassaga erwähnt wurde. Der Familienname Geusau, Geusa, Gusau steht im niederdeutschen für Gänse-Aue oder wendischen als huss oder guss  für Gans.

## Geschichte
Das Geschlecht erscheint erstmals urkundlich im Jahr 1116 mit Gerlach von Geysaha. 1291 wird Ulricus de Gusowe und 1298 die Brüder Ulrich, Heinrich und Günther, Söhne des quondam Hermanni militis de Gusowe als kaiserliche Vasallen urkundlich erwähnt. Die ununterbrochene Stammreihe beginnt mit Hans von Gusewe, der 1423 als Zeuge beim Schöppengericht in Hettstedt erscheint.
Die Güter der Familie waren Vitzenburg (bis 1451), Heygendorf und Schaafsdorf (1451), Leimbach, Farnstädt (seit 1475), Ritteburg (1573), Kutzleben (1544), Gößnitz bei Eckartsberga (1544). In der Kirche „St. Johannes Evangelist und Paulus“ zu Oberfarnstädt finden sich mehrere Grabsteine der Familie (1557–1603), teilweise mit Wappen, und in der von Gößnitz befindet sich die Grabplatte des Ritters Anton von Geusau († 1577). Die Thüringer Linie der Familie ist 1803 im Mannesstamm erloschen.

### Niederländischer Adel

Wappen

Der Stammvater der niederländischen Linie war Justus von Geusau (* 1729 in Jena–1784), Oberstleutnant im Garderegiment Oranje-Friesland sowie im Jahre 1769 gecommitteerde zum Landtag. In den Niederlanden zergliederte sich die Familie auf drei Zweige. Neben dem Stammzweig Von Geusau existierten noch zwei weitere. Jonkheer Willem Arnold von Geusau (1836–1885) begründete den Familienzweig Alting von Geusau, als er den Namen seiner Urgroßmutter Willemina Hendrina von Geusau-Alting (1763–1792) an seinen voranfügte. Der dritte Zweig geht auf Jonkheer Gillis von Geusau (1878–1931) zurück, welcher den Geschlechternamen Valckenier von seiner Mutter Jetske von Geusau-Valckenier (1850–1934) übernahm und somit das Geschlecht der Valckenier von Geusau begründete.
Im Laufe des 19. Jahrhunderts wurden zwei Familienmitglieder und deren rechtmäßige Abstammung in den neuen niederländischen Adel eingeführt: 
- Im Jahre 1816 wurde Willem Arnold Alting Lamoraal von Geusau (1783–1855) das Adelsprädikat Jonkheer verliehen. Sein Sohn Jhr. Mr. Chrétien Pierre Gerard von Geusau (1809–1882) wurde im Jahre 1842 in die Limburgische Ritterschaft aufgenommen. Dessen Sohn Jhr. Mr. Gerard Theodoor Lamoraal van Geusau (1857–1906) wurde im Jahre 1890 der Titel eines Barons für den Erstgeborenen verliehen. Im Jahre 1906 ist dieser Titel mit dessen Tod erloschen. Die Gebrüder Jhr. Adriaan von Geusau (1867–1944) und Jhr. Pieter Gerhard Christiaan von Geusau (1884–1947) wurden Stammväter von zwei südafrikanischen Familienzweigen.
- Im Jahre 1828 wurde Justus Jan Albertus Lamoraal von Geusau in den Stand des Jonkheers versetzt.

### Österreichischer Adel
Ein weiterer Familienzweig existiert in Österreich. Carl von Geusau wurde in den Jahren 1815 bzw. 1818 als Freiherr in den Adel von Niederösterreich und Böhmen eingeführt.
Nachfahren leben in Wels und Puchberg bei Wels, hier in Oberösterreich existiert auch ein alter Gutshof.

## Wappen
Blasonierung: Das Stammwappen zeigt in Blau eine zum Kampf bereite silberne Gans mit rotem Schnabel und Füßen; auf dem blau-silber bewulsteten oder gekrönten Helm eine stehende oder sitzende Gans vor drei grünen Hahnenfedern oder Schilfblättern; die Helmdecken sind Blau und Silber.
Das Motto: „Non soli cedit“ (deutsch „Er weicht der Sonne nicht“).
Symbolik: Die Familie führt ein redendes Wappen. Die von Geusau sind vermutlich stammes- und wappenverwandt mit den von Dieskau und wappenverwandt mit den von Gans und den Gans zu Putlitz.

Stammwappen der Familie von Geusau
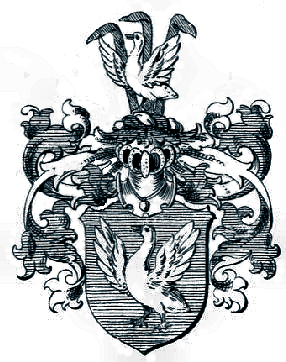
Wappen der Freiherren von Geusau 1815 (Österreich)

## Personen
- Johanna Ursula von Geusau (1659–1718), deutsche Kirchenlieddichterin
- Justus von Geusau (1662–1701) verheiratet mit Maria Sabina geb. von Witzleben
  - Justus von Geusau (1700–1770), kaiserlicher General und badischer Oberjägermeister verheiratet mit Maria von Schütz
    - Karl von Geusau (1741–1829), badischer General und Diplomat, sowie kurzzeitig Kriegsminister
- Johanna Magdalena von Geusau, geborene von Gersdorf (1706–1744), deutsche Kirchenlieddichterin
- Levin von Geusau (1691–1751) verheiratet mit Sophie Magdalene Dorothea, geborene von Heeringen
  - Levin von Geusau (1735–1808), Generalleutnant, Chef des Generalstabs der preußischen Armee, Generalquartiermeister und Chef des Ingenieurkorps
- Anton Ferdinand Reichsritter von Geusau (1746–1811), österreichischer Magistratskanzlist, Wiener Geschichtsschreiber und Historiker
- Rudolph von Geusau († 1838), preußischer Major und Abgeordneter des Landtages der preußischen Provinz Sachsen
- George August Alexander Alting von Geusau (1864–1937), niederländischer Kriegsminister
- Frans Alphons Maria Alting von Geusau (* 1933), niederländischer Rechtswissenschaftler und Diplomat